# Консепшен-Бей-Саут
Консепшен-Бей-Саут (англ. Conception Bay South) — містечко в Канаді, у провінції Ньюфаундленд і Лабрадор.

## Населення
За даними перепису 2016 року, містечко нараховувало 26199 осіб, показавши зростання на 5,4%, порівняно з 2011-м роком. Середня густина населення становила 443,3 осіб/км².
З офіційних мов обидвома одночасно володіли 1 770 жителів, тільки англійською — 24 130, а 5 — жодною з них. Усього 150 осіб вважали рідною мовою не одну з офіційних, з них 5 — одну з корінних мов.
Працездатне населення становило 67,6% усього населення, рівень безробіття — 9,3% (11,4% серед чоловіків та 7,2% серед жінок). 91,7% осіб були найманими працівниками, а 6,9% — самозайнятими.
Середній дохід на особу становив $49 981 (медіана $40 303), при цьому для чоловіків — $62 032, а для жінок $38 401 (медіани — $50 234 та $31 671 відповідно).
25,5% мешканців мали закінчену шкільну освіту, не мали закінченої шкільної освіти — 16,3%, 58,2% мали післяшкільну освіту, з яких 25,2% мали диплом бакалавра, або вищий, 65 осіб мали вчений ступінь.
| Статево-вікова структура населення | Статево-вікова структура населення | Статево-вікова структура населення | Статево-вікова структура населення | Статево-вікова структура населення |
| ---------------------------------- | ---------------------------------- | ---------------------------------- | ---------------------------------- | ---------------------------------- |
|                                    |                                    |                                    |                                    |                                    |
| Всього                             | Всього                             | 49,1%50,9%                         |                                    |                                    |
| 0 — 14 років                       | 0 — 14 років                       |                                    | 17,6%                              | 17,6%                              |
| 15 — 64 років                      | 15 — 64 років                      |                                    | 68,4%                              | 68,4%                              |
| 65 і більше                        | 65 і більше                        |                                    | 14%                                | 14%                                |
| 85 і більше                        | 85 і більше                        |                                    | 0,9%                               | 0,9%                               |
| 100 і більше                       | 100 і більше                       |                                    | 0%                                 | 0%                                 |
| Середній вік (років)               | Середній вік (років)               | 39,640,1                           | 39,8                               | 39,8                               |
| Медіана (років)                    | Медіана (років)                    | 41,041,2                           | 41,1                               | 41,1                               |
| — чоловіки — жінки                 |                                    |                                    |                                    |                                    |

| Походження мешканців:     | Походження мешканців:     | Походження мешканців: | Походження мешканців: | Походження мешканців: |
| ------------------------- | ------------------------- | --------------------- | --------------------- | --------------------- |
| Походження                |                           |                       | осіб                  | %                     |
| Корінні американці        | Корінні американці        |                       | 1 715                 | 6.64%                 |
| Інше північноамериканське | Інше північноамериканське |                       | 14 805                | 57.33%                |
| Європейське               | Європейське               |                       | 14 580                | 56.46%                |
| британське                | британське                |                       | 14 120                | 54.68%                |
| французьке                | французьке                |                       | 1 005                 | 3.89%                 |
| українське                | українське                |                       | 70                    | 0.27%                 |
| Латинськоамериканське     | Латинськоамериканське     |                       | 30                    | 0.12%                 |
| Карибське                 | Карибське                 |                       | 25                    | 0.1%                  |
| Африканське               | Африканське               |                       | 50                    | 0.19%                 |
| Азійське                  | Азійське                  |                       | 270                   | 1.05%                 |

| Зайнятість населення за галузями (за класифікацією NOC): | Зайнятість населення за галузями (за класифікацією NOC): | Зайнятість населення за галузями (за класифікацією NOC): | Зайнятість населення за галузями (за класифікацією NOC): | Зайнятість населення за галузями (за класифікацією NOC): |
| -------------------------------------------------------- | -------------------------------------------------------- | -------------------------------------------------------- | -------------------------------------------------------- | -------------------------------------------------------- |
|                                                          |                                                          |                                                          |                                                          |                                                          |
| Управління                                               | Управління                                               |                                                          | 9,1%                                                     | 9,1%                                                     |
| Бізнес, фінанси та адміністрування                       | Бізнес, фінанси та адміністрування                       |                                                          | 16,9%                                                    | 16,9%                                                    |
| Природничі та прикладні науки                            | Природничі та прикладні науки                            |                                                          | 8,6%                                                     | 8,6%                                                     |
| Охорона здоров'я                                         | Охорона здоров'я                                         |                                                          | 6,4%                                                     | 6,4%                                                     |
| Освіта, правозахист, муніципальні та урядові служби      | Освіта, правозахист, муніципальні та урядові служби      |                                                          | 12%                                                      | 12%                                                      |
| Мистецтво, культура, відпочинок та спорт                 | Мистецтво, культура, відпочинок та спорт                 |                                                          | 1,9%                                                     | 1,9%                                                     |
| Роздрібна торгівля та послуги                            | Роздрібна торгівля та послуги                            |                                                          | 20,8%                                                    | 20,8%                                                    |
| Гуртова торгівля, транспорт та обладнання                | Гуртова торгівля, транспорт та обладнання                |                                                          | 19,6%                                                    | 19,6%                                                    |
| Природні ресурси, сільське господарство                  | Природні ресурси, сільське господарство                  |                                                          | 1,9%                                                     | 1,9%                                                     |
| Виробництво                                              | Виробництво                                              |                                                          | 2,8%                                                     | 2,8%                                                     |

## Клімат
Середня річна температура становить 5,4°C, середня максимальна – 19,1°C, а середня мінімальна – -9,4°C. Середня річна кількість опадів – 1 308 мм.
| Клімат поселення                              | Клімат поселення | Клімат поселення | Клімат поселення | Клімат поселення | Клімат поселення | Клімат поселення | Клімат поселення | Клімат поселення | Клімат поселення | Клімат поселення | Клімат поселення | Клімат поселення | Клімат поселення |
| Показник                                      | Січ.             | Лют.             | Бер.             | Квіт.            | Трав.            | Черв.            | Лип.             | Серп.            | Вер.             | Жовт.            | Лист.            | Груд.            |                  |
| Середній максимум, °C                         | 0,65             | 0,20             | 3,00             | 7,37             | 11,81            | 16,04            | 19,01            | 19,08            | 15,86            | 11,24            | 6,96             | 1,98             |                  |
| Середня температура, °C                       | −4,15            | −4,59            | −1,81            | 2,58             | 7,02             | 11,24            | 15,76            | 15,81            | 12,61            | 7,98             | 3,72             | −1,28            |                  |
| Середній мінімум, °C                          | −8,94            | −9,39            | −6,6             | −2,23            | 2,23             | 6,45             | 12,51            | 12,57            | 9,34             | 4,73             | 0,47             | −4,53            |                  |
| Норма опадів, мм                              | 128              | 108              | 108              | 104              | 90               | 97               | 91               | 88               | 121              | 129              | 120              | 124              |                  |
| Середньомісячна швидкість вітру, м/с          | 8.20             | 7.56             | 7.10             | 6.50             | 5.80             | 5.40             | 5.25             | 5.29             | 5.90             | 6.75             | 7.35             | 8.05             |                  |
| Середньомісячна сонячна радіація, кДж/м²·день | 3960             | 6791             | 10616            | 14070            | 17076            | 19144            | 19234            | 16172            | 12100            | 7248             | 4178             | 3063             |                  |
| --------------------------------------------- | ---------------- | ---------------- | ---------------- | ---------------- | ---------------- | ---------------- | ---------------- | ---------------- | ---------------- | ---------------- | ---------------- | ---------------- | ---------------- |
| Джерело:                                      |                  |                  |                  |                  |                  |                  |                  |                  |                  |                  |                  |                  |                  |